# Hypselosoma elytratum
Hypselosoma elytratum  (лат.) — вид хищных клопов рода Hypselosoma из семейства Schizopteridae. Эндемики Новой Каледонии (Океания), на высоте 1200 м. Тело мелкое, компактное, длина 1-2 мм. Длина задней голени самцов — 0,66 мм, ширина переднегрудки в среднем 0,78 мм (длина — 0,41 мм).
Лабиум 4-члениковый. 1-й и 2-й членики усиков короткие. Голова направлена вниз, глаза крупные. Гениталии самцов асимметричные. Вид был впервые описан в 2013 году австралийским энтомологом Лайонелом Хиллом (Lionel Hill; Девонпорт, Тасмания, Австралия).